# 飯田孝三
飯田 孝三（いいだ こうぞう、1923年 <大正12年> 4月23日 - 2013年 <平成25年> 5月4日）は、日本の経営者。日本原子力発電社長を務めた。京都府出身。位階は従四位。

## 経歴
1946年に東京帝国大学第一工学部電気工学科を卒業し、1947年に関西配電(のちの関西電力)に入社。1968年5月に取締役に就任し、1977年6月に常務、1979年6月に専務を経て、1983年6月に副社長に就任し、1992年6月には日本原子力発電社長に就任。1995年5月に会長に就任。
1984年4月に藍綬褒章を受章し、1997年4月に勲二等瑞宝章を受章。
2013年5月4日胃癌のために死去。90歳没。死没日付をもって従四位に叙された。